# 111
111（百十一、ひゃくじゅういち）は自然数、また整数において、110の次で112の前の数である。

## 性質
- 111は合成数であり、約数は1, 3, 37, 111である。
  - 約数の和は152。
- 36番目の半素数である。1つ前は106、次は115。
  - 111 が 3 × 37 となることから、三桁のゾロ目の数は全て 3 と 37 の素因数を含む（111の倍数ゆえに）。
- 21番目の回文数である。1つ前は101、次は121。
  - 1桁の数を除けば11番目の回文数である。
  - 1が3つ並ぶゾロ目である。1つ前は99、次は222。ただし3桁のゾロ目としてみたときは最小である。(オンライン整数列大辞典の数列 A014181)
  - 各位の積で割り切れる11番目の回文数である。1つ前は11、次は212。(オンライン整数列大辞典の数列 A117057)
- 1112 = 12321 および 1113 = 1367631 もまた回文数である。
  - 回文数の平方数が回文数になる7番目の数である。1つ前は101、次は121。(オンライン整数列大辞典の数列 A057135)
    - 平方数が回文数になる8番目の数である。1つ前は101、次は121。(オンライン整数列大辞典の数列 A002778)
    - 回文数の平方数と立方数が回文数になる5番目の数である。1つ前は101、次は1001。(オンライン整数列大辞典の数列 A087988)
    - 立方数が回文数になる6番目の数である。1つ前は101、次は1001。(オンライン整数列大辞典の数列 A002780)
    - 2乗した数が 1，2，3 だけで表せる3番目の数である。1つ前は11、次は36361。(オンライン整数列大辞典の数列 A030175)
- 37番目のハーシャッド数である。1つ前は110、次は112。
  - 3を基とする6番目のハーシャッド数である。1つ前は102、次は120。
  - 1桁の数を除くと回文数がハーシャッド数になる最小の数である。次は171。
  - 半素数がハーシャッド数になる6番目の数である。1つ前は21、次は133。
  - 111から999までの3桁のゾロ目数は全てハーシャッド数である。
- 111 = 303(6)
  - 六進法で回文数になる24番目の数である。1つ前は104、次は117。(オンライン整数列大辞典の数列 A029953)
- 7番目の完全トーシェント数である。1つ前は81、次は183。
- 111 = 6 × (62 + 1)/2
  - n = 6 のときの n(n 2 + 1)/2 の値とみたとき1つ前は65、次は175。
  - 6 × 6 の魔方陣の一列の和は 111 である。1から36 (= 62) までの数の和は 666 であり、それを6で割ると1列あたり 111 になる。
    - 初期キリスト教の時代、ローマ人たちはこの魔方陣を「太陽の魔法陣」と呼び護符として使っていた。教会はこの護符の所持を禁じ所有しているだけで死刑に処された。[1]

| 24 | 16 | 33 | 23 | 10 | 5  |
| 11 | 15 | 28 | 8  | 13 | 36 |
| 20 | 14 | 2  | 31 | 25 | 19 |
| 1  | 18 | 6  | 29 | 27 | 30 |
| 21 | 22 | 7  | 17 | 32 | 12 |
| 34 | 26 | 35 | 3  | 4  | 9  |
- 1/111 = 0.009… (下線部は循環節で長さは3)
  - 逆数が循環小数になる数で循環節が3になる6番目の数である。1つ前は108、次は135。(オンライン整数列大辞典の数列 A069105)
- 111 = 100 + 101 + 102
  - a = 10 のときの a 0 + a 1 + a 2 の値とみたとき1つ前は91、次は133。
  - 10 の累乗和とみたとき1つ前は11、次は1111。(オンライン整数列大辞典の数列 A002275)
  - a 0 + a 1 + a 2 の形で表せる4番目のハーシャッド数である。1つ前は21、次は133。
- 111 = 103 − 1/10 − 1 = 113 + 1/11 + 1
  - この形の3番目の回文数である。1つ前は7、次は343。(オンライン整数列大辞典の数列 A028414)
- 各位の平方和が3になる最小の数である。次は1011。(オンライン整数列大辞典の数列 A003132)
  - 各位の平方和が n になる最小の数である。1つ前の2は11、次の4は2。(オンライン整数列大辞典の数列 A055016)
- 各位の立方和が3になる最小の数である。次は1011。(オンライン整数列大辞典の数列 A055012)
  - 各位の立方和が n になる最小の数である。1つ前の2は11、次の4は1111。(オンライン整数列大辞典の数列 A165370)
- 各位の積が1になる3番目の数である。1つ前は11、次は1111。(オンライン整数列大辞典の数列 A000042)
  - 111 はレピュニット R3 (全ての桁の数字が1である数) である。
- 11の約数 1, 11 を昇順に並べた数である。n の約数を昇順に並べた数とみたとき1つ前の10は12510、次の12は1234612。(オンライン整数列大辞典の数列 A037278)
- 111 = 34 + 33 + 3
  - n = 3 のときの n 4 + n 3 + n の値とみたとき1つ前は26、次は324。(オンライン整数列大辞典の数列 A100606)

## その他 111 に関連すること
- 西暦111年
- 紀元前111年
- 原子番号111の元素はレントゲニウム (Rg) 。
- 年始から数えて111日目は4月21日、閏年は4月20日。
- 皇寿：111歳のお祝い。皇の字を分解・再構築すると「百十一」になることから。
- 川寿：111歳のお祝い。川の字が「111」と読めることから。
- ニュージーランドでは111が緊急通報用番号。
- スイス航空111便墜落事故
- 日本の111代目の天皇は、後西天皇。
- 第111代ローマ教皇はフォルモスス（在位：891年〜896年）である。
- クルアーンにおける第111番目のスーラは棕櫚である。
- タワー111。富山県富山市の超高層ビル。
- 日本国有鉄道の111系電車。
- 松本零士のSF漫画『銀河鉄道999』に登場する、銀河鉄道株式会社が保有する鉄道車両。公式設定では銀河中央線を走る特急111(スリー･ワン(Three One))号（別名:エメロード1号(Emeroad No.1)）とされている。
- 発着信試験用電話番号（他1111～1119）
- 未成に終わった大和型戦艦四番艦は111号艦の名で呼ばれていた。
- 全ての教皇に関する大司教聖マラキの預言では111人が預言されている。
- ロータス・エリーゼの開発ナンバー、タイプ111、Elise